# Farpoint (Computerspiel)
Farpoint ist ein Ego-Shooter des US-amerikanischen Independent-Spieleentwicklers Impulse Gear für die PlayStation 4, der den Besitz des Virtual-Reality-Headsets voraussetzt. In dem Videospiel steuert der Spieler die Figuren mit dem DualShock 4 oder alternativ mit dem speziell für PSVR entwickelten Ziel-Controller. Das Spiel wurde erstmals auf der Fachmesse Electronic Entertainment Expo 2016 in Los Angeles vorgestellt und ist weltweit am 17. Mai 2017 erschienen. Der Herausgeber ist Sony Interactive Entertainment.

## Handlung
Die beiden Wissenschaftler Dr. Grant Moon und Dr. Eva Tyson erforschen eine mysteriöse Energiewolke im All. Kurz vor ihrer geplanten Rückkehr zur Erde entpuppt sich das Phänomen als gigantisches Wurmloch, das die beiden samt der Forschungsstation Pilgrim verschlingt und auf einem fremden Planeten wieder ausspuckt. Der Spieler schlüpft in die Rolle eines Piloten, der ebenfalls in dem unbekannten Territorium strandet und sich auf die Suche nach den Wissenschaftlern und der abgestürzten Raumstation macht.

## Spielprinzip
Bei Farpoint handelt es sich um einen Ego-Shooter, in dem der Spieler sich frei in der Spielwelt bewegen kann und sich mit verschiedenen Waffen, beispielsweise Schrotflinte, Sturmgewehr, Plasmakanone oder Dornenwerfer, gegen humanoide und mechanische Feinde wehrt. Ziel ist es, Videobotschaften der verschollenen Wissenschaftler aufzuspüren, um deren Aufenthaltsort zu finden. Gesteuert wird entweder mit dem DualShock-4-Controller oder mit dem Ziel-Controller. Die Vorteile, die das optionale Zubehör dem Spieler bietet, fasst Randy Nolta, der Art Director und Mitbegründer von Impulse Gear, in einem Interview zusammen: „Die Interaktion mit dem PS VR-Ziel-Controller war uns wirklich wichtig“, meint Randy. „Wir haben eine witzige, gestenbasierte Bewegung eingebaut, mit der man die Waffe wechseln kann, indem man hinter seinen Rücken greift. Wir wollten, dass man beim Spielen das Gefühl hat, als würde man in einem Paintball-Match oder einem ähnlichen Spiel sein – in dem man auf seine Umwelt reagiert, vor Feinden in Deckung geht, um die Ecke schaut, ganz so wie im realen Leben. Ihr werdet in das Spiel hineingesogen und erlebt ein noch aufregenderes und immersiveres Spielerlebnis.“
Neben einer Einzelspieler-Kampagne verfügt das Spiel über einen Online-Kooperationsmodus, bei dem bereits abgeschlossene Level erneut besucht werden können und gemeinsam mit einem Mitspieler gegen Horden an Gegnern angetreten wird. Für die Anzahl der abgeschossenen Feinde und für die Präzision der Schüsse erhalten die Spieler dann separat Punkte. Das Hauptspiel wurde am 27. Juni 2017 mit dem Cryo-Pack-DLC um weitere Maps, Charakterskins, angepasste Gegner und Herausforderungen erweitert. Am 5. Dezember 2017 erschien das Versus-Erweiterungspaket, welches neue Waffen und PvP-Spielmodi, wie Deathmatch und Uplink hinzufügte.

## Gegnertypen
| Name      | Merkmale | Taktischer Hinweis |
| --------- | --- | --- |
| Springer  | Die ersten Gegner, auf die der Spieler trifft. Springer sind hinterhältig und tauchen wie aus dem Nichts auf.               | Verraten sich beim Annähern durch charakteristische Geräusche. Lassen sich mit dem Sturmgewehr leicht ausschalten.                   |
| Schleimer | Kann Projektile aus Schleim verschießen und explodiert nach dem Ableben.                                                    | Abstand von besiegten Gegnern halten.                                                                                                |
| Barbaren  | Große, stark gepanzerte Gegner, welche sich bei Gefahr verbarrikadieren.                                                    | Verwundbar, wenn der Spieler die Lücken in der Panzerung zum Beschuss ausnutzt.                                                      |
| Drohnen   | Flugfähig, können den Aufenthaltsort des Spielers an Gegner auf dem Boden verraten und sind teilweise mit Raketen bestückt. | Sollten immer zuerst ausgeschaltet werden, da diese bei gleichzeitigem Angriff von anderen Gegnertypen eine große Gefahr darstellen. |

## Rezeption
Die Kritiken zur Veröffentlichung des Spiels waren mehrheitlich positiv. Bei Metacritic erlangt Farpoint eine Bewertung von 71/100 Punkten, basierend auf 62 Kritiken der internationalen Fachpresse. In den Bewertungen wird dabei besonders das beeindruckende VR-Erlebnis hervorgehoben, welches in Kombination mit dem Ziel-Controller ein Mittendrin-Gefühl beim Spielen entstehen lässt. Weiterhin wird die Grafik-Engine und das interessante Setting gelobt. Kritik erntet das Spiel von der Fachpresse wegen des geringen Spielumfangs und der mangelnden Motivation, bereits besuchte Gebiete erneut zu erkunden.

„Fazit: »Was heutzutage eher als Durchschnitts-Shooter durchgehen würde, ist dank Virtual Reality und dank des Aim Controllers ein echt gutes VR-Erlebnis für PlayStation VR.«“

„Fazit: »Farpoint reißt bezüglich seines Gameplays keine Bäume aus, schafft es aber trotzdem, vollwertiges Gameplay in ein ungemein kompetent gemachtes VR-Paket zu schnüren.«“